# Balance (náutica)
Se llama balance cada uno de los movimientos que en el sentido de su manga, de babor a estribor y viceversa, hacen las embarcaciones la inclinarse alternativamente a uno y otro costado.
Se dice también balance y balanceo como expresiones para denotar la alternativa repetición de los mencionados movimientos oscilatorios de las embarcaciones. Según sea la frecuencia o periodicidad con que se repiten los balances y su violencia e intensidad, así se les da en lenguaje marinero, denominaciones particulares distintas, tales como:
- balance corto y vivo: el que sin ser muy inclinado es muy frecuente y continuo, y procede de la mala construcción del buque, o de marejada corta y repetida, exponiendo la nave a un desarbolo.
- balance de campana: el que llega a ser tan fuerte e inclinado que la campana toca por sí sola.
- balance de ordenanza: los causados pro tres golpes de mar consecutivos, sin que trabaje la arboladura.